# Stevan Tommei
Stevan Tommei (Piombino, 10 gennaio 1912 – 28 febbraio 1978) è stato un calciatore italiano, di ruolo portiere.

## Palmarès

### Club

#### Competizioni regionali
- Seconda Divisione: 1

Trapani: 1931-1932